# Sigmatomera (Austrolimnobia) rarissima
Sigmatomera (Austrolimnobia) rarissima is een tweevleugelige uit de familie steltmuggen (Limoniidae). De soort komt voor in het Australaziatisch gebied.